# Lengua Serpentina
Lengua serpentina  è il primo album solista della cantautrice genovese Roberta Alloisio assieme all'Orchestra Bailam.

L'album prende nome dalla lingua serpentina, nome desueto per le piante del genere Ophioglossum, le cui foglie venivano usate in passato come cure mediche.

## Tracce
1. Lengua serpentina – 3:26
2. Canta o ma – 2:59
3. Se'na mosca – 2:51
4. I xzeneijzi cum Maria – 3:50
5. Noi che semper naveghemmu – 3:04
6. Bregantin – 2:41
7. Soffio – 2:27
8. Gianca – 3:22
9. A foa de San Zòrzo – 3:33
10. Amor non ti partire – 1:57
11. Sciuscià e sciorbì – 2:26
12. Il Santo Graal – 4:01
13. Ya Salam – 4:18

## Formazione
- Roberta Alloisio - voce
- Francesco Minelli - chitarra classica, bouzouki, baglamas, oud, voce
- Edmondo Romano - sassofono, clarinetto, flauto, cornamusa
- Luciano Ventriglia - batteria, debourka, percussioni, chitarra classica, voce
- Luca Montagliani - fisarmonica
- Roberto Piga - violino
- Tommaso Rolando - contrabasso, basso